# León Darío Ramírez
León Darío Ramírez Valencia es un administrador público y político colombiano. En las elecciones legislativas de 2010 fue elegido Representante a la Cámara por Antioquia con el aval del Partido Social de Unidad Nacional con 25.361 votos. En las elecciones legislativas de 2014 fue reelecto con  33.946 votos.

## Biografía
Ramírez Valencia es profesional en administración pública de la escuela superior de administración pública -ESAP-, es especialista en gerencia pública de la Universidad Pontificia Bolivariana y en alta gerencia de la Universidad de Medellín.